# Åsbackaviken
Åsbackaviken är en sjö i Bollnäs kommun i Hälsingland och ingår i Ljusnans huvudavrinningsområde. Sjön har en area på 0,107 kvadratkilometer och ligger 109,6 meter över havet. Sjön har ett inflöde från Galvån som kommer från Galvsjön och avvattnas av vattendraget Rösteån (Vinnfarsån).

## Delavrinningsområde
Åsbackaviken ingår i det delavrinningsområde (681127-152688) som SMHI kallar för Utloppet av Åsbackaviken. Medelhöjden är 135 meter över havet och ytan är 0,92 kvadratkilometer. Räknas de 48 avrinningsområdena uppströms in blir den ackumulerade arean 453,8 kvadratkilometer. Rösteån (Vinnfarsån) som avvattnar avrinningsområdet har biflödesordning 2, vilket innebär att vattnet flödar genom totalt 2 vattendrag innan det når havet efter 60 kilometer. Avrinningsområdet består mestadels av skog (79 procent). Avrinningsområdet har 0,11 kvadratkilometer vattenytor vilket ger det en sjöprocent på 11,4 procent.